# Dorota Gorjainow
Dorota Gorjainow-Dzierzęcka (ur. 3 lipca 1972 w Malborku) – polska aktorka teatralna i filmowa.

## Życiorys
W 1998 r. ukończyła studia na Wydziale Aktorskim w PWSFTviT w Łodzi. Od 1998 roku jest aktorką Teatru Syrena w Warszawie.

## Filmografia
Filmy
- 2016: Po prostu przyjaźń, obsada aktorska (psycholog sądowa)
- 2015: Król życia, obsada aktorska (kobieta z dziećmi)
- 2014: Po drugiej stronie drzwi, etiuda szkolna, obsada aktorska (matka)
- 2013: Pre mortem, etiuda szkolna, obsada aktorska (komunistka)
- 2008: Pokój szybkich randek
- 2003: Sukces jako przeprowadzająca casting do reklamy
- 2001: Poranek kojota jako tirówka Dolores
- 1999: Torowisko jako żona kierowcy samochodu
- 1995: Dyżur
- 1995: Niemcy jako Berta

Seriale
- 2016: Na sygnale, obsada aktorska (matka narzeczonego), Rozstania i powroty (111)
- 2015: Blondynka, obsada aktorska (pielęgniarka), Żyć swoim życiem (52)
- 2015: Ojciec Mateusz, obsada aktorska (lekarka policyjna), Rave party (185)
- 2015: Pakt, obsada aktorska (dziennikarka), Przymierze (4)
- 2014: Na dobre i na złe, obsada aktorska (okulistka Dorota Krajewska) Pod powiekami (569)
- 2014: Ojciec Mateusz, obsada aktorska (Radziszewska), Cudowne dziecko (142)
- 2013: Przepis na życie, obsada aktorska (pielęgniarka)
- 2012: Prawo Agaty jako pielęgniarka (odc. 21)
- 2011: Ranczo jako kobieta w aptece (odc. 55)
- 2011: Szpilki na Giewoncie jako ekspedientka w sklepie z bielizną
- 2008: Kryminalni jako Izabela Turyńska (odc. 94)
- 2005: Anioł Stróż jako Wiesia (gościnnie)
- 2005: Niania jako Producentka (gościnnie)
- 2004–2006: Pensjonat pod Różą jako Gabi (gościnnie)
- 2002–2003: Kasia i Tomek jako kasjerka w kinie (głos gościnnie)
- 2002–2003: Psie serce jako Ewa, przyjaciółka Anny
- 2000: Plebania jako prostytutka Oliwia (gościnnie)
- 2000: Sukces jako Basia, sekretarka Jakubowskiego
- 2000: M jak Miłość jako Beata, żona Bogdana
- 1999–2005: Lokatorzy jako Aldona (gościnnie)
- 1999–2008: Na dobre i na złe jako prostytutka Grace (gościnnie)
- 1999–2000: Trędowata jako Rita Szeliżanka
- 1997: Klan jako reporterka telewizyjna (gościnnie)

## Nagrody
- 1998: XVI Festiwal Szkół Teatralnych Łódź – nagroda Radia Łódź za rolę Marii w przedstawieniu „Choroba młodości” Ferdynanda Brucknera.